# Varende vrouw
Een varende vrouw is een luchtgeest uit Zuid-Nederlandse volksverhalen die verantwoordelijk is voor windhozen, wolkbreuken en sterke stormen en vergelijkbaar is met heksen en met de witte wieven in Noord-Nederlandse volksverhalen. Het woord varend betekende oorspronkelijk 'in beweging' of 'rondtrekkend'.
De Vlaamse luchtgeest heeft verschillende namen waaronder meltevrouw, windsbruid en barende vrouw en wordt uitgebeeld als een heks of de geest van een verdoemde vrouw die windhozen veroorzaakt op velden, op een stille dag ineens de wind laat opkomen en soms stormen oproept. In Nederlandse verhalen is het verband met stormen en windhozen meestal niet aanwezig en is er eerder spraken van een boer die de mand van de varende vrouw verstopt en een cadeau krijgt als hij vertelt waar hij het heeft verstopt. 